# Iglesia de San Medardo (París)
La Iglesia de San Medardo es un templo católico ubicado en la calle Mouffetard de París (Francia). Está dedicado a San Medardo de Noyón (456-545)

## Historia
El templo fue edificado entre los siglos XV y XVIII. Se tiene constancia de que en el mismo lugar que ocupa la iglesia han existido otros edificios religiosos desde el siglo XI.

## Interior

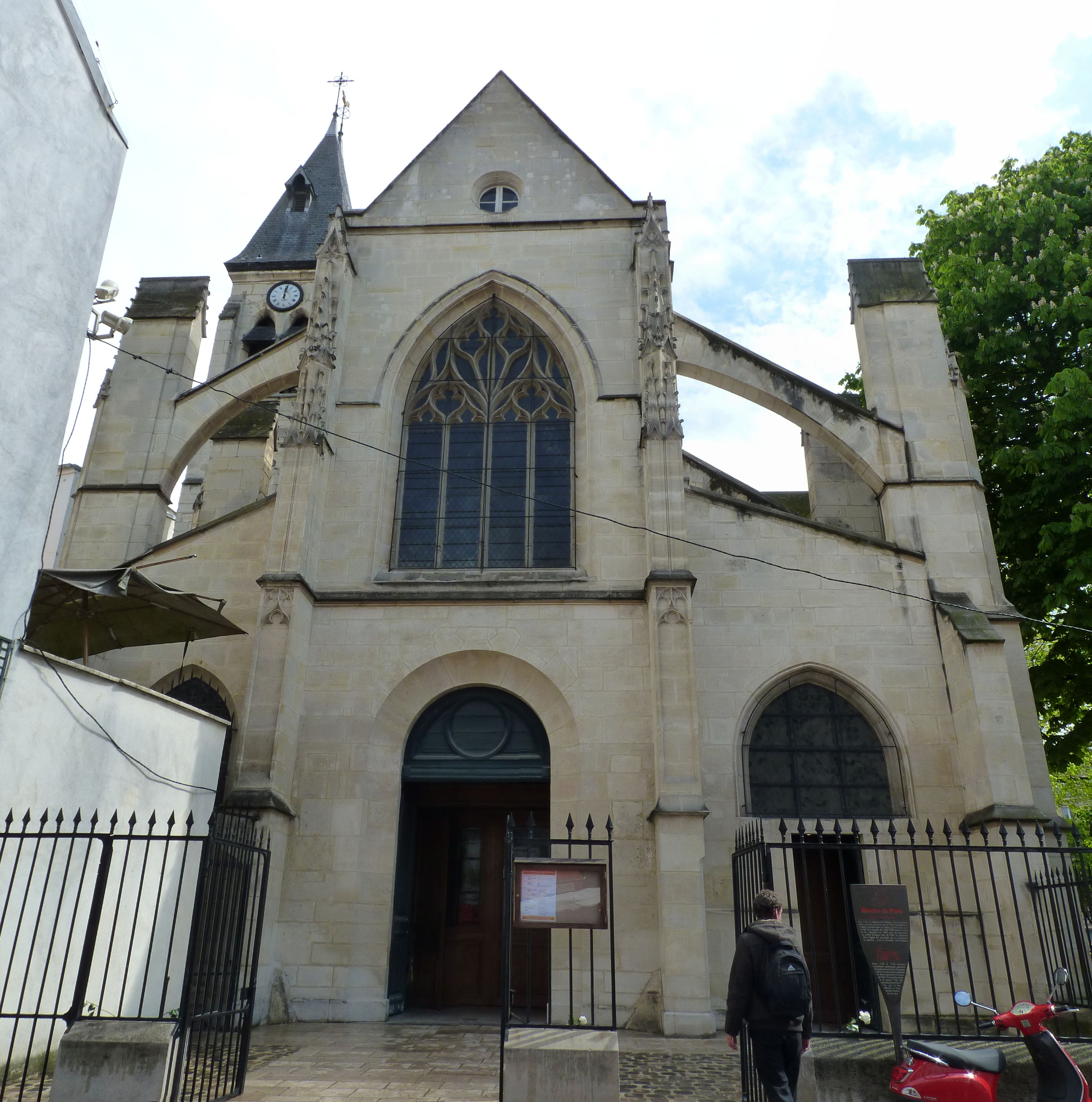
Vista frontal Iglesia de San Medardo (París).

Entre las muchas obras de arte que alberga la iglesia, es digno de destacar un lienzo de Zurbarán titulado El paseo de San José y el Niño Jesús. Este cuadro fue ejecutado en el año 1636 con destino a la iglesia del convento de la Merced Calzada de Sevilla. Se representa la escena en que San José acompañado por el Niño Jesús van de la mano caminando en dirección a Jerusalén para celebrar la pascua. La obra permaneció en Sevilla hasta el año 1835, en 1843 era propiedad del coleccionista y banquero Alejandro María Aguado que posteriormente la vendió a la parroquia de San Medardo.